# Simfonia núm. 3 (Mahler)
La Simfonia núm. 3 en re menor de Gustav Mahler va ser escrita entre 1893 i 1896. Constitueix la peça més llarga de tot el repertori mahlerià i, de vegades, també de tot el repertori estàndard, amb una duració d'entre noranta i cent minuts.
La Tercera Simfonia, composta a l'ocàs del segle xix, és un gran fresc sonor que, amb el procés de redempció humana com a substrat, beu d'imatges de la mitologia clàssica i de la natura per erigir un cant solemne a l'esperança. Mahler fa servir referències a Des Knaben Wunderhorn (El corn màgic de la joventut) i a Així parlà Zarathustra de Friedrich Nietzsche per compondre una simfonia que és la més llarga del seu catàleg i, de fet, de gairebé tot el repertori orquestral. Mahler abranda la consagració de la fe en l'home de la modernitat com un nou Prometeu.
Aquesta simfonia és un veritable himne a la natura, que a estones pot ser líric, poètic i expressar recolliment, i en altres hi domina la grandiositat i una gran solemnitat. En aquesta obra mestra, a més, l'autor expressa incerteses i neguits, com en ell era habitual, però, malgrat tot, acaba triomfant l'esperança amb referències religioses, encara que hi domini un esperit profundament humà.

## Estructura
En la seva forma final, consta de sis moviments:
1. Kräftig entschieden (Vigorós i decisiu)
2. Tempo di Menuetto (Tempo de minuet)
3. Comodo (Scherzando) (Confortable, igual que un scherzo)
4. Sehr langsam--Misterioso (Molt lent, Misteriós)
5. Lustig im Tempo und keck im Ausdruck (Divertit en tempo i descarat en expressió)
6. Langsam--Ruhevoll--Empfunden (Lent, tranquil, sentit)

Sols el primer moviment, amb una duració aproximada de trenta minuts, forma la primera part de la simfonia.
La segona part la completen els altres quatre moviments i té una duració d'entre seixanta i setanta minuts.
Tal com va fer a les anteriors simfonies, Mahler proveí un programa musical amb la intenció d'explicar l'argument de la peça en qüestió:
1. Pan erwacht. Der Sommer marschiert ein (Pan espera, L'estiu desfila)
2. Was mir die Blumen auf der Wiese erzählen (Allò que les flors al prat em conten)
3. Was mir die Tiere im Walde erzählen (Allò que els animals al bosc em conten)
4. Was mir der Mensch erzählt (Allò que l'home conta)
5. Was mir die Engel erzählen (Allò que els àngels em conten)
6. Was mir die Liebe erzählt (Allò que l'amor em conta)

Tots aquests títols foren deixats de banda a la publicació del 1898.
Originalment, hi havia un setè moviment addicional. "Allò que un noi em conta", fou, però, apartat.
Posteriorment formaria l'últim moviment de la seua quarta.
La simfonia, encara que atípica pel seu excessiu nombre de moviments i les marcades diferències de caràcter i estructura d'aquests, és una obra única. El primer moviment, grotesc en la seua concepció, amb penes i treballs pren la forma clàssica de la sonata. S'observen alternances entre dos grups temàtics, encara que correctament desenvolupats i raonadament adaptats a l'estructura de
la sonata.
La introducció pot ser vista com una evocació a una natura dorment, despertant-se a ritme d'una marxa orquestral. Un solo de trombó introdueix una càlida melodia que posteriorment és desenvolupada i transformada.
La innovació està present durant tot el moviment. A l'aparent conclusió del desenvolupament, hi ha un solo de caixa executant un passatge rítmic durant uns trenta segons i el tema inicial tocat per vuit trompes es torna a repetir.
El tercer moviment és una cita d'Ablösung im Sommer, una de les primeres cançons de Mahler. El quart és una adaptació de l'obra de Nietzsche Així parlà Zarathustra i el cinquè Es sungen drei Engeln, una peça del Lied de Mahler Des Knaben Wunderhorn.
És a la part final, això no obstant, quan Mahler revela el seu geni vertader per agitar l'ànima. Comença amb un tema central interpretat íntegrament per les cordes, amb una harmonia que evoluciona constantment i una melodia de grans constrastos, des de la suavitat fins a la més clara sonoritat. La simfonia acaba amb una sèrie d'acords en re major, així com colps de timbal fins a l'acord final que és el més llarg.

## Instrumentació
Tal com és usual amb Mahler, la peça fou composta per a una gran orquestra:
Vent de fusta
4 Flauta (Fl. 3, 4 doublats Piccolos 1, 2) (4 Piccolos en lloc de 4 Flautes al primer i cinquè moviments.)
4 Oboès (Ob. 4 doblats Corn anglès)
3 Clarinets en Si bemoll, La (Cl. 3 doblats Clarinet Baix) (Cl. 1 doblat si és possible)
2 Clarinets en Mi bemoll (Cl. 2 en Mi bemoll doblats a Cl. 4 en Si bemoll) (reforçats al cinquè moviment quan siga possible)
4 Fagots (Fg. 4 doblat Contrafagot)
Vent Metall
8 Trompa en Fa
4 Trompeta en F i Si bemoll
4 Trombó
Tuba
Percussió
Timbal (2 intèrprets)
Bombo
Caixa
Plats
Pandereta
Gong
Triangle
Rute o "Switch"
2 Glockenspiels (sonant una octava per damunt al marcat)
Veus
Contralt solo als moviments quart i cinquè
Cor al quint moviment
"Fora de l'escenari"
Trompes en Si bemoll (de vegades descrites com Flugelhorn)
Caixes addicionals
"Dalt de l'escenari"
Quatre o sis campanes
Cor infantil (al quint moviment)
Cordes
2 arpa
"Una gran quantitat de tots els instruments de corda":
Violins I, II
Violes
Violoncels
Contrabaixos (Alguns amb extensió per a un Do baix)

## Text

### Quart Moviment
Text d'Also sprach Zarathustra:
| Text original alemany O Mensch! Gib Acht! Was spricht die tiefe Mitternacht? "Ich schlief, ich schlief—, aus tiefem Traum bin ich erwacht:— Die Welt ist tief, und tiefer als der Tag gedacht. Tief ist ihr Weh—, Lust—tiefer noch als Herzeleid. Weh spricht: Vergeh! Doch all' Lust will Ewigkeit—, —will tiefe, tiefe Ewigkeit!" |

### Cinquè moviment
Text de Des Knaben Wunderhorn
| Text original alemany Es sungen drei Engel einen süßen Gesang, mit Freuden se selig in dem Himmel klang. Sie jauchzten fröhlich auch dabei: daß Petrus sei von Sünden frei! Und als der Herr Jesus zu Tische saß, mit seinen zwölf Jüngern das Abendmahl aß, da sprach der Herr Jesus: "Was stehst du denn hier? Wenn ich dich anseh', so weinest du mir!" "Und sollt' ich nicht weinen, du gütiger Gott? Ich hab' übertreten die zehn Gebot! Ich gehe und weine ja bitterlich! Ach komm und erbarme dich über mich!" "Hast du denn übertreten die zehen Gebot, so fall auf die Knie und bete zu Gott! Liebe nur Gott in all Zeit! So wirst du erlangen die himmlische Freud'." Die himmlische Freud' ist eine selige Stadt, die himmlische Freud', die kein Ende mehr hat! Die himmlische Freude war Petro bereit't, durch Jesum und allen zur Seligkeit. |